# 彭士襄
彭士襄，又稱彭世襄，字樹五，號南耕，雲南石屏縣人。清朝政治人物、進士出身。
光緒二十九年（1903年），中式癸卯科二甲進士；同年闰五月，改翰林院庶吉士。未散館，取經濟特科，授翰林院編修，官至浙江候補道，署提學使。